# Garnett (Kansas)
Pour les articles homonymes, voir Garnett.
La ville de Garnett est le siège du comté d'Anderson, situé dans le Kansas, aux États-Unis.